# Aisling Bea
Aisling Clíodhnadh O'Sullivan (Kildare, 16 de março de 1984), conhecida como Aisling Bea (/ˈæʃlɪŋ ˈbiː/ ASH-ling-_-BEE), é uma atriz, comediante e roteirista irlandesa. Ela elaborou, escreveu e estrelou a série de comédia This Way Up no Channel 4. Como comediante de stand-up, ela ganhou o prêmio So You Think You're Funny no Festival Fringe de Edimburgo em 2012, sendo a segunda mulher a conquistar o prêmio. Ela também aparece regularmente em programas de comédia, como QI e 8 Out of 10 Cats.

## Infância e educação
Bea nasceu Aisling Cliodhnadh O'Sullivan em Kildare, Irlanda. Seu pai, Brian, era um veterinário de cavalos que havia se suicidado quando Bea tinha três anos; ela não soube como ele havia morrido até os 13 anos. Ela adotou o sobrenome artístico "Bea" como uma homenagem ao pai. Ela e sua irmã mais nova, Sinéad, foram criadas pela mãe, Helen, uma professora do ensino médio que já havia treinado jóquei na Academia de Corridas e Centro de Educação.
Bea foi educada na Presentation Secondary School, Kildare Town, uma escola católica, e estudou francês e filosofia no Trinity College Dublin. Enquanto estava lá, ela fez parte de um grupo de esquetes cômicos estudantis. Ela então estudou na Academia de Música e Arte Dramática de Londres (LAMDA).

## Carreira
Depois de se formar na escola de teatro, Bea passou dois anos tentando conseguir trabalho no teatro como atriz dramática. Em vez disso, ela foi escalada principalmente para séries de televisão cômicas, incluindo Cardinal Burns e Dead Boss (ambas de 2012). Durante as filmagens de Dead Boss em 2011, Bea decidiu tentar o stand-up comedy. Em 2012, ela ganhou o prêmio Gilded Balloon So You Think You're Funny no Edinburgh Festival Fringe.
Bea continuou atuando em seriados de televisão, incluindo The Delivery Man (2015) e a série de televisão irlandesa Finding Joy (2018), de Amy Huberman. Além disso, ela atuou nos dramas policiais The Fall (2016) e Hard Sun (2018). Em 2018, ela e Sara Pascoe começaram a apresentar o programa de comédia What's Normal? da BBC Radio 2. Ela tinha gravado um especial de stand-up lançado na Netflix no final de 2018.
Ela aparece na série de comédia dramática da Netflix Living with Yourself (2019), e é a atriz e roteirista principal da série de comédia da Channel 4 This Way Up (2019–2021). Ela também apareceu na série dramática Quiz (2020).
Pelo seu roteiro em This Way Up, Bea ganhou o prêmio BAFTA 2020. Seguido por uma nomeação para o BAFTA de Melhor Atriz de Comédia em 2022.

## Vida pessoal
Em junho de 2024, Bea anunciou que estava esperando seu primeiro filho. A filha do casal nasceu no final de agosto de 2024.
Bea tem TDAH.

## Filmografia
| Ano       | Titulo                             | Papel                | Notas                               |
| --------- | ---------------------------------- | -------------------- | ----------------------------------- |
| 2009      | Fair City                          | Cliodhna Norris      | 3 episódios                         |
| 2009      | We Are Klang                       | Inspector            | 1 episódio                          |
| 2009      | The Roy Files                      | Ticket girl (voice)  | Episódio: "Truth and Lies"          |
| 2009      | Belonging to Laura                 | Leanne Thompson      | Filme para TV                       |
| 2009–2014 | The Savage Eye                     | Vários               | 4 episódios                         |
| 2010      | Inn Mates                          | Elf                  | Piloto                              |
| 2010      | L.O.L                              | Vários               | Piloto                              |
| 2010      | Freedom                            | Aisling              | Piloto                              |
| 2010      | Come Fly with Me                   | Mary O'Mara          | 1 episódio                          |
| 2011      | Lewis                              | Hotel receptionist   | 1 episódio                          |
| 2011      | Holby City                         | Amelia Warner        | 1 episódio                          |
| 2012      | Cardinal Burns                     | Sally                | 5 episódios                         |
| 2012      | Dead Boss                          | Laura Stephens       | 6 episódios                         |
| 2012      | In with the Flynns                 | Naimah               | 1 episódio                          |
| 2012      | The Town                           | Carly                | 3 episódios                         |
| 2012      | Trivia                             | Ruth                 | 6 episódios                         |
| 2012      | Assassin's Creed III               | Emily Burke (voz)    | Video game                          |
| 2013      | Fit                                | Various              | 13 episódios                        |
| 2013      | Soul Sacrifice                     | Similia (voz)        | Video game                          |
| 2013      | Quick Cuts                         | Customer             |                                     |
| 2013      | Tattooed                           | Eve                  | Filme para TV                       |
| 2013      | Very Few Fish                      | Gráinne              | Curta                               |
| 2014      | Playhouse Presents                 | Toddler Woman        |                                     |
| 2014      | The Architects                     | Hayley (voz)         | BBC Radio 4 4 episodes              |
| 2014      | The Assets                         | Kara Jensen          |                                     |
| 2014      | Vodka Diaries                      | Nic                  | Piloto                              |
| 2014      | The Sunny                          | Emma                 | Piloto                              |
| 2014–2015 | Trollied                           | Charlie              | 13 episódios                        |
| 2015      | Funny Valentines                   | Sarah                | 2 episódios                         |
| 2015      | The Delivery Man                   | Lisa                 | 6 episódios                         |
| 2015      | The Trap                           | Marie                | Curta                               |
| 2015      | Nish Kumar's Christmas             | Agent                | Curta                               |
| 2016      | Bullet to the Heart                | Jane                 | Curta                               |
| 2016      | Damned                             | Anne-Marie           | 1 episódio                          |
| 2016      | The Fall                           | Kiera Sheridan       | 4 episódios                         |
| 2017      | Drunk History                      | Guinevere            | 1 episódio                          |
| 2017      | Gap Year                           | Kendra               | 2 episódios                         |
| 2017      | Taskmaster                         | Series 5 contestant  | 8 episódios                         |
| 2018      | Hard Sun                           | Mari Butler          | 5 episódios                         |
| 2018      | Plebs                              | Minerva              |                                     |
| 2018      | I Feel Bad                         | Simone               |                                     |
| 2018      | Finding Joy                        | Amelia               | 6 episódios                         |
| 2019      | State of the Union                 | Anna                 | Episódio: "Plaster Cast"            |
| 2019      | Living with Yourself               | Kate Elliot          | 8 episódios                         |
| 2019–2021 | This Way Up                        | Aine                 | 12 episódios Roteirista e produtora |
| 2020      | Love Wedding Repeat                | Rebecca              |                                     |
| 2020      | Quiz                               | Claudia Rosencrantz  | 3 episódios                         |
| 2021      | Home Sweet Home Alone              | Carol Mercer         |                                     |
| 2021      | Riverdance: The Animated Adventure | Margot (voz)         | Animação                            |
| 2021–2022 | Amphibia                           | Capitã Beatrix (voz) | 3 episódios                         |
| 2022      | Doctor Who                         | Sarah                | Episódio: "Eve of the Daleks"       |
| 2023      | Greatest Days                      | Rachel               |                                     |
| 2023–2024 | Avoidance                          | Megan                | 2° temporada                        |
| 2024      | Alice & Jack                       | Lynn                 | Minissérie                          |
| 2024      | Swede Caroline                     | Louise               |                                     |
| 2024      | And Mrs                            | Gemma                |                                     |
| 2024      | Get Away or Svalta                 | Susan                |                                     |